# 데라즈정
데라즈정(寺津町)은 아이치현 하즈군에 설치되었던 정이다. 현재의 니시오시에 해당한다.